# Sarlahi District
Sarlahi District er et af Nepals 75 administrative og politiske regioner, betegnet distrikter (lokalt betegnet district, zilla, jilla el. जिल्ला). Sarlahi er et distrikt i lavlandet Terai, som ligger i Janakpur Zone i Central Development Region.
Sarlahi areal er 1.259 km² og der boede ved folketællingen 2001 i alt 635.701 og i 2007 710.078 og i 2011 769.729 i distriktet. Distriktets politiske organ District Development Committee er sammensat gennem indirekte valg, med repræsentation fra hver af de 9-17 administrative enheder ilakaer, hvert distrikt er opdelt i. 
Sarlahi District er endvidere opdelt i 100 udviklingskommuner (lokalt navn: Gaun Bikas Samiti (G.B.S.) el. Village Development Committee (VDC)), hvoraf byer med over 10.000 indbyggere kategoriseres som købstæder (municipalities). 
Sarlahi District er udviklingsmæssigt – gennem anvendelse af FN og UNDP's Human Development Index – kategoriseret som nr. 58 ud af Nepals 75 distrikter.

## Eksterne links
- Kort over Sarlahi District
- Sarlahi District sundhedsprofil – fra FN-Nepal (på engelsk)

26°57′N 85°33′Ø / 26.95°N 85.55°Ø